# Challes-les-Eaux Basket
Maillots
Challes-les-Eaux Basket est un club féminin français de basket-ball situé à Challes-les-Eaux en Savoie. Il a évolué en Ligue féminine de basket (LFB), le plus haut niveau du championnat de France avant de revenir au niveau amateur. Il est entré dans l'Histoire du basket français en devenant le premier féminin français à atteindre le Final Four européen en 1993. Il compte trois titres de champion de France à son palmarès, une coupe de France et deux tournois de la Fédération.

## Historique

### 1954 - 1972: Les premiers pas
- 1954 : L'histoire du club de basket de Challes-les-Eaux commence au printemps avec la création de Challes-les-Eaux Sports - Section Basket-ball. Deux équipes composent le club. Néanmoins, les débuts sont difficiles à cause de l'insuffisance des effectifs. Le club hésite à perdurer. Mais, avec beaucoup de volonté et l'envie de bien faire de la part de ses membres, il se maintient avec une seule équipe de cadets.
- 1965 - 1966 : Lors de cette saison apparaissent les premières équipes féminines : seniors, juniors, et minimes. Elles vont alors devenir la première pierre de l'édifice vers le succès ...
- 1971 : Le club s'appelle désormais Challes Sport Basket. Il continue d'obtenir de très bons résultats à tous les niveaux : jeunes et séniors. Ainsi, l'équipe masculine et féminine atteignent l'Excellence Région. Challes Sport Basket gravit donc en 8 ans tous les échelons de la hiérarchie régionale.

### 1972 - 1990: L'ascension au sommet
- 1972 - 1976 : Grâce à son entraineur Jo Barlet, CTR et ancienne joueuse de haut niveau, l'équipe féminine continue son ascension. Elle accède ainsi au championnat fédéral en 1972, puis en Nationale 3, et en Nationale 2 à la fin de la saison 1975-1976.
- 1976 - 1986' : L'équipe féminine reste 9 saisons en Nationale 2. Elle est entrainée par Jo Barlet puis Bernadette Falcoz à partir de 1982/1983. L'équipe masculine enchaine également les bons résultats et accède en 1983/1984 à la Nationale 3. Mais faute d'effectif, elle redescend immédiatement. Une crise s'installe alors. Certains dirigeants démissionnent. Le club est tout près de disparaitre. D'autres membres dirigeants ne l'admettent pas et décident de fusionner avec Aix-les-Bains afin de constituer une équipe masculine de haut niveau dans le bassin chambérien. C'est un échec. Le club décide par conséquent de tout miser sur l'équipe féminine. Celle-ci devient alors championne de France de Nationale 2 face à Orchies en 1986 et accède à la Nationale 1A.
- 1987 : Elle est finaliste de la Coupe Danielle Peter derrière l'AS Montferrand (défaite 85-82).
- 1988 : Le club Challes Sport Basket change de nom pour devenir Challes-les-Eaux Basket. L'équipe est constituée principalement de joueuses formées à Challes-les-Eaux et de la meneuse polonaise Ludmilla Janovska, qui draine le groupe et facilite son intégration au haut niveau. Elle remporte ainsi la Coupe Danielle Peter face à l'AS Roquebrune Cap Martin (94-73). De nouvelles ambitions naissent.

### 1990 - 1993: Les années de gloire
Ce sont les années de prestige pour Challes-les-Eaux Basket. En effet, ce dernier remporte d'abord trois titres nationaux successifs. Ainsi, il est champion, en 1991 devant le BAC Mirande (77-80, 86-85, et 110-77), en 1992 devant Racing-Paris (80-68 et 69-63), et en 1993 devant Tarbes (58-66, 64-60, et 80-75). Il remporte aussi deux Tournois de la Fédération : en 1991 face à Aix-en-Provence à Dijon (79-68), et en 1993 face à Valenciennes-Orchies à Grenoble (61-48).
Enfin, il rentre dans l'Histoire du basket français en devenant le premier club du basket-ball féminin français à atteindre un Final Four européen, la coupe d'Europe des Clubs Champions, en 1993, Final Four dont le club termine à la troisième place. Les joueuses emblématiques de cette époque sont Frédérique Venturi, Corinne Benintendi, Chantal Julien, Carole Force, Isabelle Fijalkowski, la famille Falcoz, Ielena Khoudachova et Olga Soukharnova. Les deux entraîneurs célèbres de cette période sont Vadim Kapranov et Vladislav Lučić. Enfin les hommes forts à la tête du club sont Robert Didier, un promoteur immobilier savoyard, et Jean-Claude Clanet.

### 1993 - 1998: Les difficultés
- 1993 - 1994 : À la fin de cette saison, Challes-les-Eaux Basket est finaliste du championnat de France et du Tournoi de la Fédération derrière l'US Valenciennes-Orchies (52-54 et 38-59 en championnat et 41-58 au Tournoi de la Fédération à Challans). Mais il connait des difficultés financières. Il devient donc Challes Savoie Basket.
- 1994 - 1996 : Il se maintient 2 saisons en Nationale 1A.
- 1996 - 1998 : Les problèmes financiers persistent. Le dépôt de bilan provoque la rétrogradation en Nationale 1B. Cependant, malheureusement, au bout de 2 saisons, Challes Savoie Basket disparaît pour des raisons financières qui poussent le club à la liquidation judiciaire. L'équipe joue donc en Championnat de France NF3 grâce au titre de champion régional de l'équipe réserve.

### 1998 - 2012: Renaissance  et nouvelle rétrogradation
- 1998 - 1999 : En 1998, le club est acheté pour un « franc symbolique » et renait sous le nom de Challes-les-Eaux Basket. L'équipe première féminine part en Nationale 3. L'entraineur est Corinne Benintendi qui restera jusqu'en 2009. Les dirigeants du club privilégient alors la formation en interne. Pour cela ils dotent chaque équipe du meilleur des entraineurs diplômés. À la fin de la saison, l'équipe challésienne termine première et accède en Championnat de France NF2.
- 1999 - 2003 : Après 4 saisons en Championnat de France NF2, elle devient championne de France de cette division en 2003. Elle atteint ainsi le Championnat de France NF1 et le haut-niveau.
- 2003 - 2005 : Après une saison d'apprentissage en championnat de France NF1, elle se pare à nouveau d'un titre de champion de France. Elle gravit donc la dernière marche vers la Ligue féminine de basket. Elle est par conséquent la seule équipe professionnelle de basket féminin dans la région Rhône-Alpes dans cette catégorie.
- 2005 - 2006 : Elle termine à la douzième place de la Ligue féminine de basket pour une première année dans cette division.
- 2006 - 2007 : Elle mérite sa septième place et peut donc retrouver le parfum de la Coupe d'Europe la saison suivante en participant à l'Eurocoupe (EuroCup Women).
- 2007 - 2008 : Elle progresse en terminant cinquième, et est demi-finaliste du Challenge Round LFB. En Coupe de France, elle est demi-finaliste face à Bourges Basket. En Eurocoupe, son parcours s'arrête en seizième de finale contre le club russe de Nadejda Orenbourg. Enfin cette saison est surtout marquée par la victoire à la Salle Polyvalente contre Bourges Basket (61-60), invaincu cette saison sur le territoire national. D'ailleurs, cette même salle est une forteresse, car seuls Aix-en-Provence et Tarente en sortent vainqueurs.
- 2008 - 2009 : L'équipe challésienne termine huitième, et est finaliste du Challenge Round LFB. En Eurocoupe, elle atteint les seizième de finale contre le club grec de Ravenna Esperides. Cette saison est un tournant dans l'Histoire du club, puisque Corinne Benintendi est remplacée par l'entraineur italien Aldo Corno et rejoint le club du Union Hainaut Basket en Nationale 1.
- 2009 - 2010 : Challes-les-Eaux Basket termine à nouveau huitième, et atteint la demi-finale du Challenge Round LFB. Son nouvel entraîneur Aldo Corno, qui découvre ainsi le niveau de la Ligue féminine de basket, ne fait donc pas mieux que son prédécesseur.
- 2010 - 2011 : Cette saison est à marquer d'une pierre blanche dans l'Histoire de Challes-les-Eaux Basket. En effet, l'équipe première conduite par Aldo Corno termine deuxième de la saison régulière de Ligue féminine de basket, et participe à la demi-finale des Play-offs. 20 ans après son premier titre de Champion de France, le club challésien réalise ainsi sa meilleure saison depuis son retour en LFB en 2005, et retrouve donc le sommet du basket féminin français. Une saison extraordinaire qui ne se limite pas à l'équipe première. Car, les Espoirs de Fabrice Fernandez terminent troisième de leur championnat. Et les Cadettes de Rachid Meziane, vice-championnes de France UNSS avec le lycée de La Ravoire, troisième également de leur Championnat de France, et demi-finaliste de la Coupe de France cadettes.
- 2011 - 2012 : Avec sa MVP Mistie Mims, le club accroche la troisième place et une nouvelle demi-finale. Alors qu'il avait déjà renoncé aux compétitions européennes par manque de moyens financiers, Challes veut fusionner avec le voisin lyonnais, mais des divisions internes au club ont raison de ce projet. Challes demande sa rétrogradation en Nationale 3, alors que sept joueuses rejoignent Lyon[3].

## Palmarès

### Équipe première

#### Titres
- Championnat de France (3) : 1991, 1992, 1993
- Coupe de France (1) : 1988
- Tournoi de la Fédération (2) : 1991, 1993
- Championnat de France NF1 (2) : 1986, 2005
- Championnat de France NF2 (1) : 2003

#### Places d'honneur

##### Nationales
- Finaliste du Championnat de France (1) : 1994
- Finaliste de la Coupe Danielle Peter (1) : 1987
- Finaliste du Tournoi de la Fédération (1) : 1994
- Finaliste du Challenge Round LFB (1) : 2009
- 2e de la saison régulière du Championnat de France (1) : 2011
- 3e de la saison régulière du Championnat de France (1) : 2012
- 3e du Tournoi de la Fédération (1) : 1992
- Demi-finaliste du Championnat de France (2) : 2011, 2012
- Demi-finaliste de la Coupe de France (2) : 2008, 2012
- Demi-finaliste du Challenge Round LFB (2) : 2008, 2010

##### Européennes
- 3e de la coupe d'Europe des Clubs Champions (1) : 1993

### Centre de formation
- Champion de France Espoir (1) : 2012
- Champion de France UNSS Junior avec le lycée du Granier de La Ravoire (1) : 2012
- Champion de France Minime du groupe B (1) : 2009
- Finaliste de la Coupe de France Cadette (1) : 2012
- Vice-champion de France UNSS Cadette avec le lycée du Granier de La Ravoire (2) : 2011, 2012
- 3e du Championnat de France Espoir (1) : 2011
- 3e du Championnat de France Cadette (2) : 2011, 2012
- Demi-finaliste de la Coupe de France Cadette (2) : 2010, 2011

## Effectifs de l'équipe première

### Saison 2011-2012 (LFB)
Entraineur : Aldo Corno
Entraineur adjoint : Rachid Meziane
| Numéro | Nom             | Date de naissance | Âge    | Taille | Nationalité | Poste      |
| 4      | Anaël Lardy     | 24/10/1987        | 24 ans | 1,70 m | France      | Meneuse    |
| 5      | Romy Bär        | 17/05/1987        | 24 ans | 1,89 m | Allemagne   | Arrière    |
| 6      | Alexia Plagnard | 02/01/1990        | 21 ans | 1,72 m | France      | Meneuse    |
| 8      | Mistie Mims     | 02/12/1983        | 27 ans | 1,91 m | États-Unis  | Pivot      |
| 9      | Mélanie Plust   | 06/10/1989        | 22 ans | 1,71 m | France      | Arrière    |
| 10     | Sara Chevaugeon | 12/02/1993        | 17 ans | 1,75 m | France      | Ailière    |
| 13     | Manon Morel     | 01/06/1992        | 19 ans | 1,92 m | France      | Intérieure |
| 14     | Danielle Page   | 14/11/1986        | 24 ans | 1,88 m | États-Unis  | Ailière    |
| 15     | Emilija Podrug  | 20/12/1979        | 31 ans | 1,90 m | Croatie     | Intérieure |

## Distinctions de joueuses ou entraineurs passés au club
| Nationalité | Nom                       | Années passées au club   | Distinction |
| France      | Corinne Benintendi        | 1988-1994 puis 1998-2009 | - MVP française de Nationale féminine 1A de la saison 1994-1995 (Tarbes) - MVP française de Nationale féminine 1A de la saison 1995-1996 (Tarbes) - Meilleur entraineur de NF1 de la saison 2004-2005 (Challes-les-Eaux Basket)                                                                        |
| Russie      | Olesya Barel              | 1989-1991                | - MVP étrangère de Nationale féminine 1A de la saison 1990-1991 (Challes-les-Eaux Basket) |
| Russie      | Olga Sukharnova           | 1990-1994                | - Élue au 5 majeur du XXe siècle - MVP étrangère de Nationale féminine 1A de la saison 1988-1989 (BAC Mirande) - MVP étrangère de Nationale féminine 1A de la saison 1989-1990 (BAC Mirande) |
| Russie      | Ielena Khoudachova        | 1991-1993                | - MVP étrangère de Nationale féminine 1A de la saison 1992-1993 (Challes-les-Eaux Basket) - MVP étrangère de Nationale féminine 1A de la saison 1994-1995 (Bourges Basket) |
| France      | Isabelle Fijalkowski      | 1991-1992                | - MVP espoir de Nationale féminine 1A de la saison 1991-1992 (Challes-les-Eaux Basket) - MVP française de Nationale féminine 1A de la saison 1996-1997 (Bourges Basket) - MVP européenne de la saison 1996-1997 (Bourges Basket) - MVP étrangère du championnat d'Italie de la saison 1998-1999 (Côme) |
| France      | Carole Force              | 1991-1992                | - MVP espoir de Nationale féminine 1A de la saison 1989-1990 (AS Montferrand) |
| Russie      | Vadim Kapranov            | 1992-1993                | - Meilleur entraineur de Nationale féminine 1A de la saison 1996-1997 (Bourges Basket) - Meilleur entraineur de Nationale féminine 1A de la saison 1997-1998 (Bourges Basket) |
| France      | Laurence Cayot            | 2004-2007                | - MVP française de NF1 de la saison 2004-2005 (Challes-les-Eaux Basket) |
| France      | Marie Vicente Santa Cruz  | 2004-2005                | - MVP française de NF1 de la saison 2006-2007 (Nantes-Rezé) - MVP française de NF1 de la saison 2007-2008 (Nantes-Rezé) |
| Slovaquie   | Martina Luptakova-Gyurcsi | 2005-2010                | - Meilleure joueuse LFB de la saison 2007-2008 (Challes-les-Eaux Basket) |
| France      | Claire Seigle             | 2006-2007                | - MVP espoir de LFB de la saison 1999-2000 (Aix Basket) |
| France      | Alexia Plagnard           | Depuis 2010              | - MVP espoir de LFB de la saison 2009-2010 (Lattes-Montpellier) |
| États-Unis  | Mistie Bass               | Depuis 2010              | - Meilleure joueuse LFB de la saison 2010-2011 (Challes-les-Eaux Basket) - Meilleure joueuse LFB de la saison 2011-2012 (Challes-les-Eaux Basket) |
| France      | Sara Chevaugeon           | Depuis 2011              | - MVP espoir de LFB de la saison 2011-2012 (Challes-les-Eaux Basket) |

## Personnalités
- Pierre Lemarchal, père de Grégory Lemarchal et fondateur de l'Association Grégory Lemarchal, fut entraineur adjoint de l'équipe première de Challes-les-Eaux Basket dans les années 1990.
- Olga Sukharnova et Frédérique Venturi, joueuses emblématiques du club, sont les entraineurs de l'école de basket de Challes-les-Eaux Basket.
- Laina Badiane est la petite sœur des deux joueurs de basket professionnels Pape (international) et Moussa.
- Une joueuse, de Challes-les-Eaux Basket fut championne d'Europe en 2009 avec l'Equipe de France de basket-ball féminin. Il s'agit d'Anaël Lardy.
- Mistie Bass est la fille du chanteur Chubby Checker, célèbre pour sa chanson Let's Twist Again.

## Retour sur 20 matchs dans l'Histoire du club
| Année | Palmarès                                           | Description | Feuille de match |
| 1986  | Champion de France de Nationale 2                  | Wambrechies, l'enfer du Nord (Le Dauphiné). Entrainé par Bernadette Falcoz, Challes Sport Basket bat Orchies de Marc Silvert à Wambrechies dans le Nord sur le score de 80-68. | + Challes Sport Basket : Venturi 22 pts, Marandin 16, Masson 13, G. Falcoz (cap) 10, Julien 5, D. Falcoz 5, Tanasi 5, Picton 4, Cabanis + Orchies : Laug 22 pts, Bourse 18, Lagache 14, Woestland 2, Dumont 6, Blaire 5, Leutritz 1                                           |
| 1987  | Finaliste de la coupe Danielle Peter               | En finale de la Coupe Danielle Peter, Challes Sport Basket perd contre l'AS Montferrand sur le score de 85-82. | + Challes Sport Basket : + AS Montferrand : |
| 1988  | Vainqueur de la coupe Danielle Peter               | Challes-les-Eaux Basket gagne la Coupe Danielle Peter face à l'AS Roquebrune Cap Martin sur le score de 94-73. | + Challes-les-Eaux Basket : + AS Roquebrune Cap Martin : |
| 1991  | Champion de France                                 | Challes-les-Eaux Basket tient sa couronne (Le Dauphiné). Entrainé par Vladislav Lučić, Challes-les-Eaux Basket bat le BAC Mirande dirigé par Alain Jardel à la Salle Polyvalente 110-77 (finale aller : 77-80, retour : 86-85, appui : 110-77) et devient ainsi pour la première fois champion de France.                                                                                 | + Challes-les-Eaux Basket : Sukharnova 30 pts, Barel 22, Venturi 20, Janowska-Clanet 14, Benintendi 9, Lehideux 7, D. Falcoz 6, S. Falcoz, Marandin, Masson + BAC Mirande : Radkova 28, Moussard 12, Etienne 10, Campi 8, Banova 6, Roussel 6, Garnier 5, Zago 2, Fortun 2    |
| 1991  | Vainqueur du Tournoi de la Fédération              | Entrainé par Vladislav Lučić, Challes-les-Eaux Basket bat Aix-en-Provence sur le score de 79-68, à Dijon. | + Challes-les-Eaux Basket : Venturi 23 pts, Barel 20, Benintendi 15, Janowska–Clanet 12, Sukharnova 8, Marandin 1 + Aix-en-Provence : Santaniello 20, Staneva 16, Upshaw 13, Chiotti-Isambert 7, Gay 6, Ruiz 4, Zielinski 2                                                   |
| 1992  | Champion de France                                 | Happy end ! (Le Dauphiné). À la Salle Polyvalente, Challes-les-Eaux Basket de Vladislav Lučić bat le Racing-Paris sur le score de 69-63 (finale aller : 62-69, retour : 80-68, appui : 69-63). Il devient ainsi pour la seconde fois champion de France. | + Challes-les-Eaux Basket : Force 15 pts, Khoudachova 15, Venturi 14, Sukharnova 13, Lehideux 4, Benintendi 2, Fijalkowski 2, D. Falcoz + Racing-Paris : Soussi 20, Balogh 16, Draigor 9, Francillette 9, Souvré 8, Amiaud 1, Vivenot                                         |
| 1992  | 3e du Tournoi de la Fédération                     | À Tarbes, Challes-les-Eaux Basket de Vladislav Lučić bat le BAC Mirande d'Alain Jardel sur le score de 79-67. | + Challes-les-Eaux Basket : Benintendi 22 pts, Khoudachova 17, Fijalkowski 14, Sukharnova 13, Force 10, Lehideux 3 pts, Venturi + BAC Mirande : Hunt 24, Janostinova 12, Zago 11, Moussard 9, Jeanne 7, Roussel 2, Fortun 2, Koson                                            |
| 1993  | Champion de France                                 | La passe de trois (Le Dauphiné). À la Salle Polyvalente, Challes-les-Eaux Basket de Vadim Kapranov bat Tarbes sur le score de 80-75 (finale aller : 58-66, retour : 64-60, appui : 80-75), et devient ainsi champion de France pour la troisième année consécutive. | + Challes-les-Eaux Basket : Khoudachova 21 pts, Sukharnova 19, Benintendi 11, Neveu 11, Venturi 9, Lehideux 5, S. Falcoz 2, Scheffler 2 + Tarbes : Stinson 25, Cody 21, Dragomirova 11, Gomis 6, Vivenot 6, Azenz 3, Fourcade 3                                               |
| 1993  | Vainqueur du Tournoi de la Fédération              | À Grenoble, Challes-les-Eaux Basket de Vadim Kapranov gagne le Tournoi de la Fédération face à Valenciennes-Orchies de Marc Silvert sur le score de 61-48, et gagne pour la seconde fois ce trophée. | + Challes-les-Eaux Basket : Venturi 15 pts, Sukharnova 12, Lehideux 9, S. Falcoz 9, Benintendi 9, Khoudachova 7, Neveu, Scheffler + Valenciennes-Orchies : Azzi 22, Jones 16, Clezardin 4, Fontenier 2, Mercier 2, N’Diaye 2, Soussi, Le Deunf, Clément                       |
| 1993  | 3e de la coupe d'Europe des Clubs Champions        | Les Challésiennes bronzées (Le Dauphiné). À Valence en Espagne, lors de la petite finale du Final Four de la coupe d'Europe des Clubs Champions, Challes-les-Eaux Basket de Vadim Kapranov bat Ružomberok sur le score de 72-52. | + Challes-les-Eaux Basket : Benintendi 20 pts, Khoudachova 17, Sukharnova 16, Lehideux 8, Neveu 5, Venturi 4, Scheffler 2 + Ružomberok : Kurtinaitiene 19, Dielikova 12, Jonkute 7, Pavlakova 7, Razorazgova 4, Skvarekova 2, Garbova 2, Batulkova                            |
| 1994  | Finaliste du championnat de France                 | Lors de la finale du championnat de France à Valenciennes, l'US Valenciennes-Orchies de Marc Silvert bat Challes-les-Eaux Basket de Volodomir Rizhov (finale aller : 52-54, retour : 38-59). | + Challes-les-Eaux Basket : Benintendi 15 pts, Gay 10, Sukharnova 6, Nazarenko 4, Venturi 3, S. Falcoz, Berthelot, Lehideux + US Valenciennes-Orchies : Sauret 14, Le Deunf 14, N’Diaye 11, Clézardin 8, Fontenier 8, Jones 4, Street, Draux, Mélisse, Fleck-Zieba            |
| 1994  | Finaliste du Tournoi de la Fédération              | À Challans, Challes-les-Eaux Basket de Volodomir Rizhov est battu par l'US Valenciennes-Orchies de Marc Silvert sur le score de 56-41. | + Challes-les-Eaux Basket : Sukharnova 8 pts, Venturi 4, Gay 4, Lehideux 3, Martin 3, Falcoz 2, Benintendi 2, Berthelot 2, Nazarenko + US Valenciennes-Orchies : Le Deunf 16, N’Diaye 9, Jones 9, Sauret 6, Street 6, Clézardin 5, Zieba-Fleck 3, Fontenier 2, Melisse, Draux |
| 2003  | Champion de France de NF2                          | Sacrées Challésiennes ! (Le Dauphiné). À la Salle Polyvalente, Challes-les-Eaux Basket entrainée par Corinne Benintendi devient champion de France de Nationale 2. Il bat en finale Mourenx de Valéry Demory sur le score de 54-54 (finale aller : 43-45, retour : 54-54). | + Challes-les-Eaux Basket : Meunier 12, Pernet 11, Mackowiak 11, Rassoul 5, Bocquet 3, Bienvenu 3, Cardin 3, Pognon 2, Testud 1, Chinal + Mourenx : Lopez 14, Castets 13, E. Montero 6, Marzat 6, Marchand 6, M. Montero 5, Bourguinat 4, Demory, Mora, Chalumeau             |
| 2005  | Champion de France de NF1                          | Un exploit de cannibales ! (Le Dauphiné). À Saint-Amand-les-Eaux, Challes-les-Eaux Basket entrainé par Corinne Benintendi devient champion de France de Nationale 1 après avoir battu Saint-Amand sur le score de 63-60. | + Challes-les-Eaux Basket : Pilyashenko 18, Vicente 16, Viotty 7, Pognon 6, Cardin 5, Duvivier 5, Cayot 4, Testud 2, Chinal + Saint-Amand : Martin 14, Vishniakhova 12, Fouteret 11, Dupont 8, Kpokpoya 7, Capelle 5, Delépine 3, Lalart                                      |
| 2008  | Demi-finaliste de la Coupe de France               | À Poissy, Challes-les-Eaux Basket de Corinne Benintendi est battu en demi-finale de la Coupe de France par le club de Bourges Basket entrainé par Pierre Vincent sur le score de 77-50. | + Challes-les-Eaux Basket : + Bourges Basket : |
| 2008  | Demi-finaliste du Challenge Round LFB              | À la Salle Polyvalente, Challes-les-Eaux Basket de Corinne Benintendi est battu par le Stade clermontois Auvergne Basket d'Emmanuel Cœuret, sur le score de 75-78 (demi-finale aller : 66-74, retour : 75-78), lors de la demi-finale du Challenge Round LFB. | + Challes-les-Eaux Basket : Nieuwveen 25 pts, Luptakova 20, Badiane 14, Duvivier 13, Vanhoutrève 3 + Stade Clermontois Auvergne Basket : Das Neves 25, Mendy 12, Krawczyk 11, Lardy 8, Tomaszewski 8, Butler 6, Kuktiene 4, Nikipolskaia 4                                    |
| 2009  | Finaliste du Challenge Round LFB                   | Challes gagne le retour mais Mondeville empoche le challenge Round LFB et l'EuroCoupe ! (Basquetebol). Pour son dernier match à la Salle Polyvalente de la saison, Challes-les-Eaux Basket de Corinne Benintendi gagne contre les filles de Mondeville d'Hervé Coudray sur le score de 57-52 (finale aller : 54-66, retour : 57-52), pour la finale du Challenge Round LFB.               | + Challes-les-Eaux Basket : Copeland 18 pts, Janostinova 10, Duvivier 10, Badiane 6, Luptakova 6, Dubois 5, Nieuvween 2, Wilson + Mondeville : Williams 10, Tanqueray 9, Sarenac 8, Costaz 7, Digbeu 6, Salagnac 6, Jannault 5, El Gargati 1                                  |
| 2010  | Demi-finaliste du Challenge Round LFB              | Les Challésiennes n'y croyaient plus (Le Dauphiné). À Rezé, Challes-les-Eaux Basket entrainé par Aldo Corno est battu, en demi-finale du Challenge Round LFB, par le club de Nantes-Rezé de Laurent Buffard sur le score de 71-53 (demi-finale aller : 56-84, retour : 53-71). | + Challes-les-Eaux Basket : Matic 13 pts, Copeland 10, Ruzickova : 8, Sharp 7, Badiane 6, Dubois 6, Lacroix 3 + Nantes-Rezé : Aubert 17, Taylor 14, Plust 9, Sy-Diop 9, Andreyeva 9, Tahane 5, Bogdanova 5, Ardon 3, MacLeod, Dagorne                                         |
| 2011  | 2e de la saison régulière du Championnat de France | Challes peut y croire (Le Dauphiné). Pour son dernier match de la saison régulière, Challes-les-Eaux Basket d'Aldo Corno gagne, à l'extérieur, contre l'équipe de Calais de Cyril Sicsic sur le score de 83-55. Grâce à ce dernier succès, Challes-les-Eaux Basket termine 2e de la saison régulière du championnat de France de Ligue Féminine de Basket, avec 44 points (18 victoires). | + Challes-les-Eaux Basket : Bass 35 pts, Thomas 22, Fleischer 9, Bär 5, Plagnard 4, Costaz 4, Sidibé 2, Lacroix, Morel, Tadeuszak + Calais : N'Diaye 12, Gruszczynski 9, Sinico 8, Arnaud 7, Papamichail 6, Cibert 5, Devaux 4, Ardossi 4, Foiret, Boneva, Capon              |
| 2011  | Demi-finaliste du Championnat de France            | Challes n'a pas à rougir (Le Dauphiné). À la Salle Polyvalente, Challes-les-Eaux Basket entrainé par Aldo Corno est battu, en demi-finale du Championnat de France de LFB, par le club de Tarbes d'Alain Jardel sur le score de 75-66 (demi-finale aller : 72-60, retour : 66-75). | + Challes-les-Eaux Basket : Thomas 21 pts, Lacroix 15, Bass 10, Plagnard 9, Palie 5, Fleischer 4, Costaz 2, Sidibé + Tarbes : Hodges 22 pts, Dubljevic 21, Matic 10, Lepron 7, Lo 7, Smith 6, El Gargati 2, Arrondo                                                           |